# Тори и укэ
То́ри (яп. 取り) и укэ́ (яп. 受け) — взаимосвязанные понятия в японских боевых искусствах, определяющие роли партнёров при отработке техник.

## Тори
Термин «тори» указывает на человека, исполняющего приём; он происходит от глагола тору (яп. 取る), означающего «принимать», «забирать» или «выбирать».
В дзюдо и некоторых других боевых искусствах, тори — тот, кто завершает технику в тренировочном поединке против укэ. Вне зависимости от ситуации, принцип «тори» заключается в том, что он всегда успешно завершает технику. Термины «тори» и «укэ» не являются синонимами нападающему и защищающемуся, потому что роль определяется тем, кто завершает приём, а не инициирует его.
В айкидо и родственных ему боевых искусствах тори выполняет техники защиты против определённых атак укэ. Айкидо располагает и другими терминами, описывающими роль тори, которые используются в некоторых направлениях или в зависимости от конкретной ситуации, включая "бросающий" (яп. 投げ нагэ) и исполняющий (яп. 仕手 ситэ, букв. "ведущая рука").

## Укэ
Укэ — тот, кто «принимает» технику. Точная роль укэ варьируется между разными боевыми искусствами и, нередко, внутри искусства самого, в зависимости от ситуации.
Например, в айкидо, в Будзинкан ниндзюцу и при выполнении ката в дзюдо укэ инициирует нападение на своего партнёра, который затем выполняет приёмы защиты, тогда как в соревнованиях по дзюдо нет назначаемого укэ.
Укэ обычно выступает в роли партнёра или условного противника.

### Укэми
Действия укэ называются укэми (яп. 受け身), ошибочно именуемые страховкой. Буквально переводится как «получающий человек»; это искусство знать, как правильно реагировать на нападение и часто включает в себя навыки, позволяющие сделать это безопасно. Эти навыки могут включать в себя акробатические движения и часто используются в айкидо и дзюдо как элементы разминки и отдельные упражнения, особенно на начальных этапах обучения.
- Дзэнпо кайтэн укэми (яп. 前方回転受け身) / Маэ мавари укэми (яп. 前回り受け身) — перекат вперёд, начинающийся с плеча ведущей ноги через спину и заканчивающийся бедром задней ноги.[7][11]
- Маэ укэми (яп. 前受け身) / Дзэнпо укэми (яп. 前方受け身) — падение вперёд.[12] Может выполняться как в форме довольно жёсткого падения с отхлопом рукой и/или ногами, так и вращающимся движением перекатом. Есть тонкости между различными перекатами вперёд, но основной принцип остаётся неизменным: находясь в процессе падения вперёд, укэ способен и предпочтёт совершить перекат, таким образом избегая вероятных травм и поверждений.[13]
- Кохо укэми (яп. 後方受け身) / Усиро укэми (яп. 後ろ受け身) — падение или перекат назад.[14][15]
- Ёко укэми (яп. 横受け身) / Сокухо укэми (яп. 側方受け身) — падение или перекат вбок.[16][17]
- Тоби укэми (яп. 飛び受け身) / Дзенпо хияку укэми (яп. 前方飛躍受け身) / Кутэн укэми (яп. 空転受け身) — более кувырок, чем перекат, что-то среднее между ёко (приземление) и маэ укэми (начало), часто используется в ответ на бросок за кисть. Тобу (яп. 跳ぶ, 飛ぶ) в японском языке означает «прыгать» или «летать».[18]

Правильное укэми позволит укэ получить наименьшее возможное количество урона от падения. Если всё сделано правильно, сила удара о землю будет распределена по менее критичным частям тела укэ. Правильно выполняя укэми, укэ может с помощью переката уйти от угрозы повреждений и перейти к дальнейшим действиям без особых повреждений от удара о землю.